# 赵景贤旧宅
赵景贤旧宅是中国浙江省湖州市的一座历史建筑，位于吴兴区月河街道衣裳街。
2011年2月25日，赵景贤旧宅公布为湖州市文物保护单位。